# 68 هـ
68 هـ هي سنة في التقويم الهجري امتدت مقابلةً في التقويم الميلادي بين سنتي 687 و688.

## مواليد
- أبو عمرو بن العلاء
- أيوب السختياني
- أبو عمرو البصري

## وفيات
- سلمة بن ذؤيب
- ابن الماحوز
- خويلد بن عمرو الخزاعي
- عبيد الله بن علي
- قيس بن الملوح
- عبيد الله الجعفي
- عدي بن حاتم الطائي
- عبد الله بن عباس - الصحابي المشهور وابن عم النبي محمد بن عبد الله.